# Ludovic Trarieux
Ludovic Trarieux (30. listopadu 1840, Aubeterre-sur-Dronne, Francie – 13. března 1904 Paříž) byl francouzský politik a advokát v Bordeaux a Paříži. V průběhu roku 1885 zastával funkci ministra spravedlnosti. V roce 1898 se stal zakladatelem a prvním předsedou Ligy práv člověka a občana (Ligue des Droits de l´Homme et des Citoyen).

## Život
V letech 1879–1881 byl Trarieux členem Národního shromáždění. Od ledna do listopadu 1885 zastával funkci ministra spravedlnosti. V roce 1889 byl zvolen senátorem za Gironde. V roce 1897 byl znovuzvolen a senátorem zůstal až do své smrti.
Když vypukla Dreyfusova aféra, stal se přesvědčeným zastáncem Dreyfusovy neviny. V roce 1898 svědčil v jeho prospěch v soudním sporu s Émilem Zolou, souzeným za pomluvu kvůli otevřenému dopisu prezidentu republiky pod názvem J'accuse („Žaluji“), kterým se Zola za Dreyfuse rovněž postavil. Trarieux byl také svědkem u druhého soudu s Dreyfusem, který se konal v srpnu a září 1899 v Rennes. Nepřestal usilovat o jeho rehabilitaci, k níž však došlo až dva roky po Trarieuxově smrti.
Do konce svého života se Trarieux věnoval obhajobě lidských práv a rozvoji činnosti Ligy práv člověka a občana, která pod jeho vedením získala několik desítek tisíc členů.

## Mezinárodní cena lidských práv Ludovica Trarieuxe
Od roku 1985 je udělována Mezinárodní cena lidských práv Ludovica Trarieuxe (Prix International des Droits de l´Homme – Ludovic Trarieux). Jako první tuto cenu získal Nelson Mandela.